# KF Fjallabyggðar
Knattspyrnufélag Fjallabyggðar - kortweg KF - is een IJslandse voetbalclub uit de gemeente Fjallabyggð, in de provincie Norðurland eystra. Het werd opgericht in 1931 als Leiftur, maar nam in 2010 de huidige naam aan. De club speelde zeven seizoenen in de hoogste klasse.

## Geschiedenis

### Leiftur
In 1988 speelde de club voor het eerst in de hoogste klasse maar degradeerde meteen terug. De terugkeer kwam er in 1995, het tweede seizoen ging beter en Leiftur eindigde vijfde. Het volgende seizoen werd de derde plaats bereikt, net als in 1997. Twee jaar later werd opnieuw de derde plaats bereikt maar in 2000 degradeerde de club. Door dat de club in 1998 de bekerfinale verloor van kampioen ÍBV mocht de club in 1999/00 deelnemen aan de UEFA Cup. Maar het Belgische RSC Anderlecht was een maat te groot voor de club. In 2001 fusioneerde de club met Dalvík en werd zo Leiftur/Dalvík. In 2003 degradeerde de club verder naar de derde klasse. Het ging van kwaad naar erger en in 2005 degradeerde de club nog eens. Toen werd de fusie met Dalvík ontbonden. 
Leiftur ging niet op eigen gelegenheid verder, maar fuseerde met Knattspyrnufélag Siglufjarðar, kortweg KS, een club uit Siglufjörður op zo'n 10 kilometer afstand. De naam werd omgevormd tot KS/Leiftur. 

### KF Fjallabyggðar
In 2006 werden de twee gemeenten Siglufjörður en Ólafsfjörður samengevoegd tot één gemeente, die Fjallabyggð ging heten. Daarom besloot men om de naam van de club ook te wijzigen naar KF Fjallabyggðar. Dat gebeurde echter pas in 2010. In 2011 eindigde de ploeg als zesde in de 2. deild karla. Een jaar later promoveerde de club naar de 1. deild karla, nadat de club als tweede eindigde achter Völsungur. Er volgde directe degradatie.

## Erelijst
- Beker van IJsland
  - Finale: 1998

## Leiftur in Europa
#Q = #kwalificatieronde, #R = #ronde, Groep = groepsfase, T/U = Thuis/Uit, W = Wedstrijd, PUC = punten UEFA coëfficiënten .
Uitslagen vanuit gezichtspunt KS/Leiftur
| Seizoen | Competitie    | Ronde        | Land                 | Club            | Totaalscore | 1e W     | 2e W       | PUC |
| ------- | ------------- | ------------ | -------------------- | --------------- | ----------- | -------- | ---------- | --- |
| 1997    | Intertoto Cup | Groep 6      | Vlag van Duitsland   | Hamburger SV    | 1-2         | 1-2 (T)  |            | 0.0 |
|         |               | Groep 6      | Vlag van Denemarken  | Odense BK       | 4-3         | 4-3 (U)  |            | 0.0 |
|         |               | Groep 6      | Vlag van Litouwen    | FBK Kaunas      | 2-3         | 2-3 (T)  |            | 0.0 |
|         |               | Groep 6 (4e) | Vlag van Turkije     | Samsunspor      | 0-3         | 0-3 (U)  |            | 0.0 |
| 1998    | Intertoto Cup | 1R           | Vlag van Oekraïne    | Vorskla Poltava | 0-6R        | 0-3R (T) | 0-3(R) (U) | 0.0 |
| 1999/00 | UEFA Cup      | Q            | Vlag van België      | RSC Anderlecht  | 1-9         | 1-6 (U)  | 0-3 (T)    | 0.0 |
| 2000    | Intertoto Cup | 1R           | Vlag van Zwitserland | FC Luzern       | 6-6 u       | 2-2 (T)  | 4-4 (U)    | 0.0 |
|         |               | 2R           | Vlag van Frankrijk   | CS Sedan        | 2-6         | 0-3 (U)  | 2-3 (T)    | 0.0 |